# Televisão na Austrália
A primeira transmissão de televisão na Austrália aconteceu na cidade de Melbourne em 29 de setembro de 1929.
Atualmente existem os seguintes canais de TV aberta:
- ABC 1
- ABC 2
- Seven Network
- Nine Network
- Network Ten
- SBS